# 2856 Röser
2856 Röser è un asteroide della fascia principale del diametro medio di circa 23,99 km. Scoperto nel 1933, presenta un'orbita caratterizzata da un semiasse maggiore pari a 3,0271295 UA e da un'eccentricità di 0,0076438, inclinata di 9,90874° rispetto all'eclittica.